# 沃尔什
沃尔什，是匈牙利绍莫吉州所辖的一个村。总面积22.65平方公里，总人口468，人口密度20.7人/平方公里（2011年1月1日）。